# Championnat d'Asie et d'Océanie féminin de volley-ball 1975
Navigation
Hong Kong 1979
Le 1er Championnat d'Asie et d'Océanie féminin de volley-ball a lieu du 12 au 20 août 1975 à Melbourne (Australie).

## Équipes participantes
| - Australie - Chine - Corée du Sud - Japon - Nouvelle-Zélande |

## Classement final
| Place              | Équipe           |
| ------------------ | ---------------- |
| Médaille d'or      | Japon            |
| Médaille d'argent  | Corée du Sud     |
| Médaille de bronze | Chine            |
| 4                  | Australie        |
| 5                  | Nouvelle-Zélande |